# Pedro Gómez Valderrama
Pedro Alejandro Gómez Valderrama (Bucaramanga, 13 de febrero de 1923-Bogotá, 7 de mayo de 1992) fue un escritor y diplomático colombiano.
Cursó estudios de Derecho y Ciencias Políticas en Bogotá, Londres y París. Se destacó en el campo cultural con acontecimientos como la fundación de la revista literaria Mito, en 1955, en la cual se recogieron las principales publicaciones de los escritores colombianos de la época.
Escribió cuentos, novelas y ensayos. En estos géneros se destacan: Muestras del diablo (1958), El retablo de Maese Pedro (1967), La procesión de los ardientes (1973), Invenciones y artificios (1975), La otra raya del tigre (1977), Los infiernos del Jerarca Brown y otros textos (1984) y La nave de los locos (1984) y Sortilegios.
Fue Ministro de Educación y de Gobierno, Consejero de Estado, así como Embajador en la Unión Soviética  y España.